# Антонівка (парк-пам'ятка садово-паркового мистецтва)
«Анто́нівка» — парк-пам'ятка садово-паркового мистецтва місцевого значення в Україні. Розташований у межах Володимирецького району Рівненської області, на території Антонівської сільської ради. 
Площа 9,7 га. Створений згідно з рішенням Рівненської облради № 33 від 28.02.1995 року. 